# Ferjani Sassi
Ferjani Sassi (Ariana, 18 marzo 1992) è un calciatore tunisino, centrocampista dell'Al-Gharafa e della nazionale tunisina.

## Carriera

### Club
Muove i suoi primi passi nel settore giovanile dello Sfaxien. Il 5 gennaio 2015 passa al Metz insieme al connazionale Fakhreddine Ben Youssef, firmando un contratto valido fino al 2018. Esordisce in Ligue 1 il 15 febbraio contro il Guingamp.
Il 29 luglio 2021 passa a parametro zero all'Al-Duhail in Qatar, firmando un contratto triennale.
Dal 2023 è all'Al-Gharafa.

### Nazionale
Ha esordito in nazionale nel 2013. Ai mondiali di Russia 2018 segna su rigore il gol del momentaneo pareggio nella sconfitta per 2-1 contro l'Inghilterra.

## Statistiche

### Presenze e reti nei club
Statistiche aggiornate al 17 settembre 2023.
| Stagione         | Squadra          | Campionato       | Campionato | Campionato | Coppe nazionali | Coppe nazionali | Coppe nazionali | Coppe continentali | Coppe continentali | Coppe continentali | Altre coppe | Altre coppe | Altre coppe | Totale | Totale |
| Stagione         | Squadra          | Comp             | Pres       | Reti       | Comp            | Pres            | Reti            | Comp               | Pres               | Reti               | Comp        | Pres        | Reti        | Pres   | Reti   |
| ---------------- | ---------------- | ---------------- | ---------- | ---------- | --------------- | --------------- | --------------- | ------------------ | ------------------ | ------------------ | ----------- | ----------- | ----------- | ------ | ------ |
| 2010-2011        | Sfaxien          | L1               | 2          | 1          | CT              | 0               | 0               | -                  | -                  | -                  | -           | -           | -           | 2      | 1      |
| 2011-2012        | Sfaxien          | L1               | 23         | 1          | CT              | 1               | 0               | -                  | -                  | -                  | -           | -           | -           | 24     | 1      |
| 2012-2013        | Sfaxien          | L1               | 13+5       | 2          | CT              | 0               | 0               | CC                 | 4                  | 1                  | -           | -           | -           | 22     | 3      |
| 2013-2014        | Sfaxien          | L1               | 29         | 4          | CT              | 4               | 0               | CCL                | 11                 | 1                  | SA          | 1           | 0           | 45     | 5      |
| 2014-gen. 2015   | Sfaxien          | L1               | 11         | 0          | CT              | 0               | 0               | CCL                | 0                  | 0                  | -           | -           | -           | 13     | 5      |
| Totale Sfaxien   | Totale Sfaxien   | Totale Sfaxien   | 78+5       | 8          |                 | 5               | 0               |                    | 15                 | 2                  |             | 1           | 0           | 104    | 10     |
| gen.-giu. 2015   | Metz             | L1               | 13         | 1          | CF+CdL          | 1+0             | 0               | -                  | -                  | -                  | -           | -           | -           | 14     | 1      |
| 2015-2016        | Metz             | L2               | 26         | 0          | CF+CdL          | 0               | 0               | -                  | -                  | -                  | -           | -           | -           | 26     | 0      |
| Totale Metz      | Totale Metz      | Totale Metz      | 39         | 1          |                 | 1               | 0               |                    | -                  | -                  |             | -           | -           | 40     | 1      |
| 2016-2017        | Espérance        | L1               | 14+10      | 2+1        | CT+CT           | 3+4             | 0               | CCL                | 10                 | 2                  | -           | -           | -           | 41     | 5      |
| 2017-gen. 2018   | Espérance        | L1               | 15         | 4          | CT              | 0               | 0               | CCL                | 0                  | 0                  | -           | -           | -           | 15     | 4      |
| Totale Espérance | Totale Espérance | Totale Espérance | 29+10      | 6+1        |                 | 7               | 0               |                    | 10                 | 2                  |             | -           | -           | 56     | 9      |
| gen.-giu. 2018   | Al-Nassr         | SPL              | 8          | 0          | KCC             | 1               | 0               | -                  | -                  | -                  | -           | -           | -           | 9      | 0      |
| 2018-2019        | Zamalek          | PL               | 23         | 7          | CE              | 4               | 0               | ACC+CC             | 4+11               | 0+2                | S-AE+SE     | 1+1         | 0           | 44     | 9      |
| 2019-2020        | Zamalek          | PL               | 22         | 2          | CE              | 1               | 1               | CCL                | 12                 | 1                  | SE+SA       | 1+1         | 0           | 37     | 4      |
| 2020-2021        | Zamalek          | PL               | 19         | 3          | CE              | 2               | 0               | CCL                | 6                  | 0                  | -           | -           | -           | 27     | 3      |
| Totale Zamalek   | Totale Zamalek   | Totale Zamalek   | 64         | 12         |                 | 7               | 1               |                    | 33                 | 3                  |             | 4           | 0           | 108    | 16     |
| 2021-2022        | Al-Duhail        | QSL              | 18         | 0          | EQC             | 4               | 3               | ACL                | 2                  | 1                  | -           | -           | -           | 24     | 4      |
| 2022-2023        | Al-Duhail        | QSL              | 17         | 3          | QSC+EQC         | 4+2             | 2+0             | -                  | -                  | -                  | QC          | 2           | 1           | 25     | 6      |
| Totale Al Duhail | Totale Al Duhail | Totale Al Duhail | 35         | 3          |                 | 10              | 5               |                    | 2                  | 1                  |             | 2           | 1           | 49     | 10     |
| 2023-2024        | Al-Gharafa       | QSL              | 3          | 0          | QSC+EQC         | 0               | 0               | -                  | -                  | -                  | -           | -           | -           | 3      | 0      |
| Totale carriera  | Totale carriera  | Totale carriera  | 275        | 31         |                 | 31              | 6               |                    | 60                 | 8                  |             | 7           | 1           | 373    | 46     |

### Cronologia presenze e reti in nazionale
| Cronologia completa delle presenze e delle reti in nazionale ― Tunisia | Cronologia completa delle presenze e delle reti in nazionale ― Tunisia | Cronologia completa delle presenze e delle reti in nazionale ― Tunisia | Cronologia completa delle presenze e delle reti in nazionale ― Tunisia | Cronologia completa delle presenze e delle reti in nazionale ― Tunisia | Cronologia completa delle presenze e delle reti in nazionale ― Tunisia | Cronologia completa delle presenze e delle reti in nazionale ― Tunisia | Cronologia completa delle presenze e delle reti in nazionale ― Tunisia |
| Data                                                                   | Città                                                                  | In casa                                                                | Risultato                                                              | Ospiti                                                                 | Competizione                                                           | Reti                                                                   | Note                                                                   |
| ---------------------------------------------------------------------- | ---------------------------------------------------------------------- | ---------------------------------------------------------------------- | ---------------------------------------------------------------------- | ---------------------------------------------------------------------- | ---------------------------------------------------------------------- | ---------------------------------------------------------------------- | ---------------------------------------------------------------------- |
| 8-6-2013                                                               | Freetown                                                               | Sierra Leone                                                           | 2 – 2                                                                  | Tunisia                                                                | Qual. Mondiali 2014                                                    | -                                                                      |                                                                        |
| 6-7-2013                                                               | Susa                                                                   | Tunisia                                                                | 0 – 1                                                                  | Marocco                                                                | Q. Campionato delle Nazioni Africane 2014                              | -                                                                      |                                                                        |
| 13-7-2013                                                              | Tangeri                                                                | Marocco                                                                | 0 – 0                                                                  | Tunisia                                                                | Q. Campionato delle Nazioni Africane 2014                              | -                                                                      |                                                                        |
| 7-9-2013                                                               | Tunisi                                                                 | Tunisia                                                                | 3 – 0                                                                  | Capo Verde                                                             | Qual. Mondiali 2014                                                    | -                                                                      | 10’                                                                    |
| 5-3-2014                                                               | Cornellà de Llobregat                                                  | Colombia                                                               | 1 – 1                                                                  | Tunisia                                                                | Amichevole                                                             | -                                                                      | 90’                                                                    |
| 6-9-2014                                                               | Monastir                                                               | Tunisia                                                                | 2 – 1                                                                  | Botswana                                                               | Qual. Coppa d'Africa 2015                                              | -                                                                      |                                                                        |
| 10-9-2014                                                              | El Cairo                                                               | Egitto                                                                 | 0 – 1                                                                  | Tunisia                                                                | Qual. Coppa d'Africa 2015                                              | -                                                                      |                                                                        |
| 15-10-2014                                                             | Monastir                                                               | Tunisia                                                                | 1 – 0                                                                  | Senegal                                                                | Qual. Coppa d'Africa 2015                                              | 1                                                                      | 62’                                                                    |
| 14-11-2014                                                             | Gaborone                                                               | Botswana                                                               | 0 – 0                                                                  | Tunisia                                                                | Qual. Coppa d'Africa 2015                                              | -                                                                      | 63’ 70’                                                                |
| 19-11-2014                                                             | Monastir                                                               | Tunisia                                                                | 2 – 1                                                                  | Egitto                                                                 | Qual. Coppa d'Africa 2015                                              | -                                                                      |                                                                        |
| 11-1-2015                                                              | Tunisi                                                                 | Tunisia                                                                | 1 – 1                                                                  | Algeria                                                                | Amichevole                                                             | -                                                                      | 85’                                                                    |
| 22-1-2015                                                              | Ebebiyín                                                               | Zambia                                                                 | 1 – 2                                                                  | Tunisia                                                                | Coppa d'Africa 2015 - 1º turno                                         | -                                                                      | 75’                                                                    |
| 26-1-2015                                                              | Bata                                                                   | RD del Congo                                                           | 1 – 1                                                                  | Tunisia                                                                | Coppa d'Africa 2015 - 1º turno                                         | -                                                                      |                                                                        |
| 31-1-2015                                                              | Bata                                                                   | Tunisia                                                                | 1 – 2 dts                                                              | Guinea Equatoriale                                                     | Coppa d'Africa 2015 - Quarti di finale                                 | -                                                                      |                                                                        |
| 27-3-2015                                                              | Ōita                                                                   | Giappone                                                               | 2 – 0                                                                  | Tunisia                                                                | Amichevole                                                             | -                                                                      | 63’ 65’                                                                |
| 31-3-2015                                                              | Nanchino                                                               | Cina                                                                   | 1 – 1                                                                  | Tunisia                                                                | Amichevole                                                             | -                                                                      | 75’                                                                    |
| 12-6-2015                                                              | Tunisi                                                                 | Tunisia                                                                | 8 – 1                                                                  | Gibuti                                                                 | Qual. Coppa d'Africa 2017                                              | 1                                                                      |                                                                        |
| 9-10-2015                                                              | Tunisi                                                                 | Tunisia                                                                | 3 – 3                                                                  | Gabon                                                                  | Amichevole                                                             | -                                                                      |                                                                        |
| 13-11-2015                                                             | Nouakchott                                                             | Mauritania                                                             | 1 – 2                                                                  | Tunisia                                                                | Qual. Mondiali 2018                                                    | -                                                                      |                                                                        |
| 17-11-2015                                                             | Tunisi                                                                 | Tunisia                                                                | 2 – 1                                                                  | Mauritania                                                             | Qual. Mondiali 2018                                                    | -                                                                      | 74’                                                                    |
| 25-3-2016                                                              | Monastir                                                               | Tunisia                                                                | 1 – 0                                                                  | Togo                                                                   | Qual. Coppa d'Africa 2017                                              | -                                                                      |                                                                        |
| 29-3-2016                                                              | Lomé                                                                   | Togo                                                                   | 0 – 0                                                                  | Tunisia                                                                | Qual. Coppa d'Africa 2017                                              | -                                                                      |                                                                        |
| 3-6-2016                                                               | Gibuti                                                                 | Gibuti                                                                 | 0 – 3                                                                  | Tunisia                                                                | Qual. Coppa d'Africa 2017                                              | -                                                                      | 83’                                                                    |
| 4-9-2016                                                               | Monastir                                                               | Tunisia                                                                | 4 – 1                                                                  | Liberia                                                                | Qual. Coppa d'Africa 2017                                              | -                                                                      | 82’                                                                    |
| 11-11-2016                                                             | Algeri                                                                 | Libia                                                                  | 0 – 1                                                                  | Tunisia                                                                | Qual. Mondiali 2018                                                    | -                                                                      | 58’                                                                    |
| 4-1-2017                                                               | Tunisi                                                                 | Tunisia                                                                | 2 – 0                                                                  | Uganda                                                                 | Amichevole                                                             | -                                                                      | 76’                                                                    |
| 8-1-2017                                                               | El Cairo                                                               | Egitto                                                                 | 1 – 0                                                                  | Tunisia                                                                | Amichevole                                                             | -                                                                      |                                                                        |
| 15-1-2017                                                              | Franceville                                                            | Tunisia                                                                | 0 – 2                                                                  | Senegal                                                                | Coppa d'Africa 2017 - 1º turno                                         | -                                                                      |                                                                        |
| 19-1-2017                                                              | Franceville                                                            | Algeria                                                                | 1 – 2                                                                  | Tunisia                                                                | Coppa d'Africa 2017 - 1º turno                                         | -                                                                      |                                                                        |
| 23-1-2017                                                              | Libreville                                                             | Zimbabwe                                                               | 2 – 4                                                                  | Tunisia                                                                | Coppa d'Africa 2017 - 1º turno                                         | -                                                                      |                                                                        |
| 28-1-2017                                                              | Libreville                                                             | Burkina Faso                                                           | 2 – 0                                                                  | Tunisia                                                                | Coppa d'Africa 2017 - Quarti di finale                                 | -                                                                      | 86’                                                                    |
| 12-6-2017                                                              | Tunisi                                                                 | Tunisia                                                                | 1 – 0                                                                  | Egitto                                                                 | Qual. Coppa d'Africa 2019                                              | -                                                                      |                                                                        |
| 5-9-2017                                                               | Kinshasa                                                               | RD del Congo                                                           | 2 – 2                                                                  | Tunisia                                                                | Qual. Mondiali 2018                                                    | -                                                                      |                                                                        |
| 7-10-2017                                                              | Conakry                                                                | Guinea                                                                 | 1 – 4                                                                  | Tunisia                                                                | Qual. Mondiali 2018                                                    | -                                                                      | 76’                                                                    |
| 11-11-2017                                                             | Tunisi                                                                 | Tunisia                                                                | 0 – 0                                                                  | Libia                                                                  | Qual. Mondiali 2018                                                    | -                                                                      | 84’                                                                    |
| 23-3-2018                                                              | Tunisi                                                                 | Tunisia                                                                | 1 – 0                                                                  | Iran                                                                   | Amichevole                                                             | -                                                                      |                                                                        |
| 27-3-2018                                                              | Nizza                                                                  | Tunisia                                                                | 1 – 0                                                                  | Costa Rica                                                             | Amichevole                                                             | -                                                                      |                                                                        |
| 28-5-2018                                                              | Braga                                                                  | Portogallo                                                             | 2 – 2                                                                  | Tunisia                                                                | Amichevole                                                             | -                                                                      | Cap.                                                                   |
| 1-6-2018                                                               | Carouge                                                                | Tunisia                                                                | 2 – 2                                                                  | Turchia                                                                | Amichevole                                                             | 1                                                                      | Cap.                                                                   |
| 9-6-2018                                                               | Krasnodar                                                              | Tunisia                                                                | 0 – 1                                                                  | Spagna                                                                 | Amichevole                                                             | -                                                                      | 90’                                                                    |
| 18-6-2018                                                              | Volgograd                                                              | Tunisia                                                                | 1 – 2                                                                  | Inghilterra                                                            | Mondiali 2018 - 1º turno                                               | 1                                                                      |                                                                        |
| 23-6-2018                                                              | Mosca                                                                  | Belgio                                                                 | 5 – 2                                                                  | Tunisia                                                                | Mondiali 2018 - 1º turno                                               | -                                                                      | 14’ 59’                                                                |
| 28-6-2018                                                              | Saransk                                                                | Panama                                                                 | 1 – 2                                                                  | Tunisia                                                                | Mondiali 2018 - 1º turno                                               | -                                                                      | 44’ 46’                                                                |
| 16-11-2018                                                             | Alessandria d'Egitto                                                   | Egitto                                                                 | 3 – 2                                                                  | Tunisia                                                                | Qual. Coppa d'Africa 2019                                              | -                                                                      | 90+1’                                                                  |
| 20-11-2018                                                             | Radès                                                                  | Tunisia                                                                | 0 – 1                                                                  | Marocco                                                                | Amichevole                                                             | -                                                                      | 65’                                                                    |
| 26-3-2019                                                              | Blida                                                                  | Algeria                                                                | 1 – 0                                                                  | Tunisia                                                                | Amichevole                                                             | -                                                                      | 60’                                                                    |
| 11-6-2019                                                              | Varaždin                                                               | Croazia                                                                | 1 – 2                                                                  | Tunisia                                                                | Amichevole                                                             | -                                                                      | 77’                                                                    |
| 17-6-2019                                                              | Radès                                                                  | Tunisia                                                                | 2 – 1                                                                  | Burundi                                                                | Amichevole                                                             | -                                                                      | 67’                                                                    |
| 24-6-2019                                                              | Suez                                                                   | Tunisia                                                                | 1 – 1                                                                  | Angola                                                                 | Coppa d'Africa 2019 - 1º turno                                         | -                                                                      | 68’                                                                    |
| 8-7-2019                                                               | Ismailia                                                               | Ghana                                                                  | 1 – 1 dts (4 – 5 dtr)                                                  | Tunisia                                                                | Coppa d'Africa 2019 - Ottavi di finale                                 | -                                                                      |                                                                        |
| 11-7-2019                                                              | Il Cairo                                                               | Madagascar                                                             | 0 – 3                                                                  | Tunisia                                                                | Coppa d'Africa 2019 - Quarti di finale                                 | 1                                                                      | 83’                                                                    |
| 14-7-2019                                                              | Il Cairo                                                               | Senegal                                                                | 1 – 0 dts                                                              | Tunisia                                                                | Coppa d'Africa 2019 - Semifinale                                       | -                                                                      | 105’                                                                   |
| 17-7-2019                                                              | Il Cairo                                                               | Tunisia                                                                | 0 – 1                                                                  | Nigeria                                                                | Coppa d'Africa 2019 - Finale 3º posto                                  | -                                                                      |                                                                        |
| 12-10-2019                                                             | Radès                                                                  | Tunisia                                                                | 0 – 0                                                                  | Camerun                                                                | Amichevole                                                             | -                                                                      |                                                                        |
| 15-11-2019                                                             | Radès                                                                  | Tunisia                                                                | 4 – 1                                                                  | Libia                                                                  | Qual. Coppa d'Africa 2021                                              | -                                                                      |                                                                        |
| 19-11-2019                                                             | Malabo                                                                 | Guinea Equatoriale                                                     | 0 – 1                                                                  | Tunisia                                                                | Qual. Coppa d'Africa 2021                                              | -                                                                      | 6’ 61’                                                                 |
| 13-11-2020                                                             | Radès                                                                  | Tunisia                                                                | 1 – 0                                                                  | Tanzania                                                               | Qual. Coppa d'Africa 2021                                              | -                                                                      | 90+3’                                                                  |
| 17-11-2020                                                             | Radès                                                                  | Tanzania                                                               | 1 – 1                                                                  | Tunisia                                                                | Qual. Coppa d'Africa 2021                                              | -                                                                      |                                                                        |
| 28-3-2021                                                              | Radès                                                                  | Tunisia                                                                | 2 – 1                                                                  | Guinea Equatoriale                                                     | Qual. Coppa d'Africa 2021                                              | -                                                                      |                                                                        |
| 5-6-2021                                                               | Tunisi                                                                 | Tunisia                                                                | 1 – 0                                                                  | RD del Congo                                                           | Amichevole                                                             | -                                                                      |                                                                        |
| 3-9-2021                                                               | Radès                                                                  | Tunisia                                                                | 3 – 0                                                                  | Guinea Equatoriale                                                     | Qual. Mondiali 2022                                                    | -                                                                      | 69’ 84’                                                                |
| 7-9-2021                                                               | Ndola                                                                  | Zambia                                                                 | 0 – 2                                                                  | Tunisia                                                                | Qual. Mondiali 2022                                                    | -                                                                      | 53’ 58’                                                                |
| 10-10-2021                                                             | Nouakchott                                                             | Mauritania                                                             | 0 – 0                                                                  | Tunisia                                                                | Qual. Mondiali 2022                                                    | -                                                                      |                                                                        |
| 13-11-2021                                                             | Malabo                                                                 | Guinea Equatoriale                                                     | 1 – 0                                                                  | Tunisia                                                                | Qual. Mondiali 2022                                                    | -                                                                      | 29’ 74’                                                                |
| 16-11-2021                                                             | Tunisi                                                                 | Tunisia                                                                | 3 – 1                                                                  | Zambia                                                                 | Qual. Mondiali 2022                                                    | -                                                                      | 77’                                                                    |
| 30-11-2021                                                             | Ar Rayyan                                                              | Tunisia                                                                | 5 – 1                                                                  | Mauritania                                                             | Coppa araba FIFA 2021 - 1º turno                                       | -                                                                      | 54’ 70’                                                                |
| 3-12-2021                                                              | Al Khawr                                                               | Siria                                                                  | 2 – 0                                                                  | Tunisia                                                                | Coppa araba FIFA 2021 - 1º turno                                       | -                                                                      | 86’                                                                    |
| 6-12-2021                                                              | Doha                                                                   | Tunisia                                                                | 1 – 0                                                                  | Emirati Arabi Uniti                                                    | Coppa araba FIFA 2021 - 1º turno                                       | -                                                                      |                                                                        |
| 10-12-2021                                                             | Ar Rayyan                                                              | Tunisia                                                                | 2 – 1                                                                  | Oman                                                                   | Coppa araba FIFA 2021 - Quarti di finale                               | -                                                                      |                                                                        |
| 15-12-2021                                                             | Ar Rayyan                                                              | Tunisia                                                                | 1 – 0                                                                  | Egitto                                                                 | Coppa araba FIFA 2021 - Semifinale                                     | -                                                                      |                                                                        |
| 18-12-2021                                                             | Al Khawr                                                               | Tunisia                                                                | 0 – 2 dts                                                              | Algeria                                                                | Coppa araba FIFA 2021 - Finale                                         | -                                                                      | 64’ 101’                                                               |
| 2-6-2022                                                               | Radès                                                                  | Tunisia                                                                | 4 – 0                                                                  | Guinea Equatoriale                                                     | Qual. Coppa d'Africa 2023                                              | -                                                                      | 75’                                                                    |
| 5-6-2022                                                               | Francistown                                                            | Botswana                                                               | 0 – 0                                                                  | Tunisia                                                                | Qual. Coppa d'Africa 2023                                              | -                                                                      | 46’ 51’                                                                |
| 10-6-2022                                                              | Kōbe                                                                   | Cile                                                                   | 0 – 2                                                                  | Tunisia                                                                | Amichevole                                                             | -                                                                      | Cap.                                                                   |
| 14-6-2022                                                              | Suita                                                                  | Giappone                                                               | 0 – 3                                                                  | Tunisia                                                                | Amichevole                                                             | 1                                                                      |                                                                        |
| 22-9-2022                                                              | Orléans                                                                | Comore                                                                 | 0 – 1                                                                  | Tunisia                                                                | Amichevole                                                             | -                                                                      | 54’ 85’                                                                |
| 16-11-2022                                                             | Al Rayyan                                                              | Tunisia                                                                | 2 – 0                                                                  | Iran                                                                   | Amichevole                                                             | -                                                                      |                                                                        |
| 22-11-2022                                                             | Al Rayyan                                                              | Danimarca                                                              | 0 – 0                                                                  | Tunisia                                                                | Mondiali 2022 - 1º turno                                               | -                                                                      | 88’                                                                    |
| 26-11-2022                                                             | Al Wakrah                                                              | Tunisia                                                                | 0 – 1                                                                  | Australia                                                              | Mondiali 2022 - 1º turno                                               | -                                                                      | 46’ 90+3’                                                              |
| 21-11-2023                                                             | Lilongwe                                                               | Malawi                                                                 | 0 – 1                                                                  | Tunisia                                                                | Qual. Mondiali 2026                                                    | -                                                                      | 58’                                                                    |
| 5-9-2024                                                               | Radès                                                                  | Tunisia                                                                | 1 – 0                                                                  | Madagascar                                                             | Qual. Coppa d'Africa 2025                                              | 1                                                                      | 70’                                                                    |
| 8-9-2024                                                               | Bakau                                                                  | Gambia                                                                 | 1 – 2                                                                  | Tunisia                                                                | Qual. Coppa d'Africa 2025                                              | -                                                                      | Cap. 58’                                                               |
| 11-10-2024                                                             | Radès                                                                  | Tunisia                                                                | 0 – 1                                                                  | Comore                                                                 | Qual. Coppa d'Africa 2025                                              | -                                                                      | 73’                                                                    |
| 15-10-2024                                                             | Abidjan                                                                | Comore                                                                 | 1 – 1                                                                  | Tunisia                                                                | Qual. Coppa d'Africa 2025                                              | -                                                                      | 86’                                                                    |
| 19-3-2025                                                              | Monrovia                                                               | Liberia                                                                | 0 – 1                                                                  | Tunisia                                                                | Qual. Mondiali 2026                                                    | -                                                                      | 89’                                                                    |
| 24-3-2025                                                              | Radès                                                                  | Tunisia                                                                | 2 – 0                                                                  | Malawi                                                                 | Qual. Mondiali 2026                                                    | -                                                                      | 78’                                                                    |
| 2-6-2025                                                               | Radès                                                                  | Tunisia                                                                | 2 – 0                                                                  | Burkina Faso                                                           | Amichevole                                                             | -                                                                      | Cap.                                                                   |
| 6-6-2025                                                               | Fès                                                                    | Marocco                                                                | 2 – 0                                                                  | Tunisia                                                                | Amichevole                                                             | -                                                                      | cap.                                                                   |
| Totale                                                                 |                                                                        | Presenze                                                               | 88                                                                     |                                                                        | Reti                                                                   | 7                                                                      |                                                                        |

## Palmarès

### Club

#### Competizioni nazionali
- Campionato tunisino: 2

Sfaxien: 2012-2013
Espérance: 2016-2017
- Coppa d'Egitto: 1

Zamalek: 2018-2019
- Supercoppa d'Egitto: 1

Zamalek: 2019
- Campionato egiziano: 1

Zamalek: 2020-2021
- Coppa dell'Emiro del Qatar: 2

Al Duhail: 2022
Al-Gharafa: 2025

#### Competizioni internazionali
- Coppa della Confederazione CAF: 2

Sfaxien: 2013
Zamalek: 2018-2019
- Supercoppa CAF: 1

Zamalek: 2020